# إنيرك راباسا
إنيرك راباسا مدرب كرة قدم إسباني مواليد عام 1920 توفي عام 1980 , درب عدة اندية في إسبانيا كان من بينها نادي برشلونة كان مساعد مدرب مع الفريق بين عامي 1958- 1960 في عام 1960 كان مدرب الفريق الأول دربة في ستة مباريات درب كذلك نادي ديبورتيفو لاكورونيا وغيرها من الأندية في إسبانيا.
1. 1 2 3 4 5 6 7 8 9 10 11 12 13 14  "Falleció Enrique Rabassa". إل موندو ديبورتيفو (بالإسبانية). 31 Dec 1980. Archived from the original on 2020-03-03.
2. ↑  المدرب إنيرك راباسا خلال مسيرتة التدريبية مع نادي برشلونة نسخة محفوظة 05 سبتمبر 2012 على موقع واي باك مشين.